# Liga de Campeones Femenina de la UEFA 2020-21
La Liga de Campeones Femenina de la UEFA 2020-21 fue la 20.ª edición del campeonato de clubes femeninos más importante de Europa. El torneo comenzó el 7 de octubre de 2020 con la fase de clasificación y finalizó el 16 de mayo de 2021 con la final en el Gamla Ullevi en Gotemburgo (Suecia).
El campeón de esta edición fue el F. C. Barcelona, tras derrotar en la final por 4-0 al Chelsea F. C. El club español logró el primer título de su historia, siendo el primero de su país en lograrlo, y además se convirtió en el primer europeo en ganar la Liga de Campeones en su equipo masculino y femenino.

## Distribución de equipos por asociación
Un total de 67 equipos de 55 asociaciones miembros de la UEFA son elegibles para participar en la edición 2020-21 de la Liga de Campeones Femenina de la UEFA. El ranking basado en los coeficientes UEFA es usado para determinar el número de equipos participantes por cada asociación:
- Las asociaciones del número 1 al 12 en el ranking tienen dos equipos clasificados.
- Todas las demás introducen a un equipo si tienen alguno clasificado.
- El ganador de la Liga de Campeones Femenina de la UEFA 2019-20 tiene una plaza asegurada para la Liga de Campeones Femenina de la UEFA 2020-21 en caso de que no se clasificase a través de su liga. Sin embargo, se han clasificado a través de su liga nacional, lo que significa que la entrada adicional no es necesaria para esta temporada.

Una asociación debe tener una liga nacional femenina para clasificar a un equipo. En el período 2019-2020, 52 de las 55 federaciones miembro de la UEFA organizaron una liga nacional femenina, con las excepciones de Andorra (un club en España), Liechtenstein (tres clubes en Suiza) y San Marino (un club en Italia).

### Clasificación de las asociaciones
Para la edición 2020-21, las asociaciones son posicionadas de acuerdo a su coeficiente de la Liga de Campeones Femenina de la UEFA 2019, que tiene en cuenta su rendimiento en competiciones europeas desde la temporada 2014-15 hasta la temporada 2018-19. Por primera vez hay dos entradas para los Países Bajos y Kazajistán.
| Pos. | Asociación      | Coef.  | Plazas |
| ---- | --------------- | ------ | ------ |
| 1    | Francia         | 90.500 | 2      |
| 2    | Alemania        | 77.500 | 2      |
| 3    | Inglaterra      | 53.500 | 2      |
| 4    | Suecia          | 53.500 | 2      |
| 5    | España          | 52.000 | 2      |
| 6    | República Checa | 39.000 | 2      |
| 7    | Dinamarca       | 36.500 | 2      |
| 8    | Italia          | 33.000 | 2      |
| 9    | Suiza           | 31.000 | 2      |
| 10   | Países Bajos    | 30.000 | 2      |
| 11   | Noruega         | 28.500 | 2      |
| 12   | Kazajistán      | 26.000 | 2      |
| 13   | Rusia           | 26.000 | 1      |
| 14   | Escocia         | 24.500 | 1      |
| 15   | Islandia        | 21.000 | 1      |
| 16   | Lituania        | 21.000 | 1      |
| 17   | Chipre          | 19.000 | 1      |
| 18   | Austria         | 19.000 | 1      |
| 19   | Polonia         | 18.000 | 1      |

| Pos. | Asociación           | Coef.  | Plazas |
| ---- | -------------------- | ------ | ------ |
| 20   | Serbia               | 13.500 | 1      |
| 21   | Bielorrusia          | 12.500 | 1      |
| 22   | Bosnia y Herzegovina | 12.000 | 1      |
| 23   | Rumania              | 12.000 | 1      |
| 24   | Portugal             | 11.000 | 1      |
| 25   | Grecia               | 10.500 | 1      |
| 26   | Bélgica              | 10.500 | 1      |
| 27   | Hungría              | 10.500 | 1      |
| 28   | Ucrania              | 10.000 | 1      |
| 29   | Finlandia            | 9.500  | 1      |
| 30   | Croacia              | 9.000  | 1      |
| 31   | Irlanda              | 8.500  | 1      |
| 32   | Eslovenia            | 8.000  | 1      |
| 33   | Turquía              | 7.500  | 1      |
| 34   | Albania              | 5.500  | 1      |
| 35   | Bulgaria             | 5.000  | 1      |
| 36   | Israel               | 5.000  | 1      |
| 37   | Estonia              | 4.500  | 1      |

| Pos. | Asociación        | Coef. | Plazas |
| ---- | ----------------- | ----- | ------ |
| 38   | Eslovaquia        | 3.000 | 1      |
| 39   | Gales             | 2.500 | 1      |
| 40   | Islas Feroe       | 2.500 | 1      |
| 41   | Irlanda del Norte | 2.000 | 1      |
| 42   | Montenegro        | 1.500 | 1      |
| 43   | Malta             | 1.000 | 1      |
| 44   | Kosovo            | 1.000 | 1      |
| 45   | Letonia           | 1.000 | 1      |
| 46   | Moldavia          | 0.500 | 1      |
| 47   | Macedonia         | 0.000 | 1      |
| 48   | Georgia           | 0.000 | 1      |
| 49   | Luxemburgo        | 0.000 | 1      |
| SC   | Armenia           | —     | 1      |
| SC   | Azerbaiyán        | —     | NE     |
| SC   | Gibraltar         | —     | NE     |
| SC   | Andorra           | —     | NL     |
| SC   | Liechtenstein     | —     | NL     |
| SC   | San Marino        | —     | NL     |

Notas
- CV – Plaza extra al tener el campeón vigente
- SC – Sin clasificación  (la asociación no entró en las cinco temporadas usadas para calcular los coeficientes)
- NE – No entran
- NL – No tienen liga

## Equipos clasificados
A principios de abril de 2020, la UEFA anunció que debido a la pandemia de COVID-19 en Europa, la fecha límite para ingresar al torneo se había pospuesto hasta nuevo aviso. El 17 de junio de 2020, la UEFA anunció que las federaciones deben inscribir a sus equipos antes del 10 de agosto de 2020. La temporada 2020-21 es la primera en la que los equipos deben obtener una licencia de club de la UEFA para participar en la Liga de Campeones Femenina de la UEFA.
Un total de 62 equipos de 50 de las 55 federaciones miembro de la UEFA participan en la Liga de Campeones Femenina de la UEFA 2020-21.
Equipos clasificados para la Liga de Campeones Femenina de la UEFA 2020-21
| Ronda de entrada       | Equipos                   | Equipos                      | Equipos                   | Equipos                         |
| ---------------------- | ------------------------- | ---------------------------- | ------------------------- | ------------------------------- |
| Dieciseisavos de final | LyonCV (Abd-CL)           | París Saint-Germain (Abd-SL) | VfL Wolfsburg (CL)        | Bayern de Múnich (SL)           |
| Dieciseisavos de final | Chelsea (Abd-CL)          | Manchester City (Abd-SL)     | FC Rosengård (CL)         | Kopparbergs/Göteborg (SL)       |
| Dieciseisavos de final | F. C. Barcelona (Abd-CL)  | Atlético Madrid (Abd-SL)     | Slavia Praha (Abd-CL)     | Sparta Praha (Abd-SL)           |
| Dieciseisavos de final | Fortuna Hjørring (CL)     | Brøndby (SL)                 | Juventus (Abd-CL)         | Fiorentina (Abd-SL)             |
| Dieciseisavos de final | Servette Chênois (Abd-CL) | Zürich (Abd-SL)              | PSV (Abd-CL)              | Ajax (Abd-SL)                   |
| Dieciseisavos de final | LSK Kvinner (CL)          | BIIK Kazygurt (CL)           |                           |                                 |
| Fase de clasificación  | Vålerenga (SL)            | FC Okzhetpes (SL)            | CSKA Moscú (CL)           | Glasgow City (CL)               |
| Fase de clasificación  | Valur (CL)                | Gintra Universitetas (CL)    | Apollon Limassol (Abd-CL) | St. Pölten (Abd-CL)             |
| Fase de clasificación  | Górnik Łęczna (Abd-CL)    | Spartak Subotica (Abd-CL)    | FC Minsk (CL)             | SFK 2000 (Abd-CL)               |
| Fase de clasificación  | Olimpia Cluj (Abd-CL)     | SL Benfica (Abd-CL)          | P.A.O.K. (Abd-CL)         | Anderlecht (Abd-CL)             |
| Fase de clasificación  | Ferencvárosi (Abd-CL)     | Zhytlobud-2 Járkov (CL)      | HJK (CL)                  | ŽNK Split (CL)                  |
| Fase de clasificación  | Peamount United (CL)      | ŽNK Pomurje (Abd-CL)         | ALG Spor (Abd-CL)         | Vllaznia Shkodër (CL)           |
| Fase de clasificación  | NSA Sofia (CL)            | Ramat HaSharon (Abd-CL)      | FC Flora (CL)             | ŠK Slovan Bratislava (Abd-CL)   |
| Fase de clasificación  | Swansea City (Abd-CL)     | KÍ (CL)                      | Linfield (CL)             | Breznica Pljevlja (Abd-CL)      |
| Fase de clasificación  | Birkirkara (Abd-CL)       | Mitrovica (Abd-CL)           | Rīgas FS (SL)             | Agarista-ȘS Anenii Noi (Abd-CL) |
| Fase de clasificación  | Kamenica Sasa (Abd-CL)    | Lanchkhuti (CL)              | Racing FC (Abd-CL)        | Alashkert (Abd-CL)              |

Leyenda
- CV: Campeón vigente de la Liga de Campeones Femenina de la UEFA
- CL: Campeones de liga doméstica
- SL: Subcampeones de liga doméstica
- Abd-: posiciones de liga de temporada abandonada debido a la pandemia de COVID-19 en Europa según lo determinado por la asociación nacional; todos los equipos están sujetos a la aprobación de la UEFA según las directrices para la entrada a las competiciones europeas en respuesta a la pandemia de COVID-19.

## Calendario
El calendario de la competición es el siguiente (todos los sorteos se llevan a cabo en la sede de la UEFA en Nyon, Suiza). La fase de clasificación para el torneo estaba prevista para agosto de 2020, pero debido a la pandemia de COVID-19 se fue retrasando y modificando, y finalmente la clasificación se decidió mediante dos rondas de eliminatorias de un solo partido.
| Ronda                         | Sorteo                  | Primera fecha                                     | Segunda fecha                                     |
| ----------------------------- | ----------------------- | ------------------------------------------------- | ------------------------------------------------- |
| Primera Fase de Clasificación | 22 de octubre de 2020   | 3–4 de noviembre de 2020                          | 3–4 de noviembre de 2020                          |
| Segunda Fase de Clasificación | 6 de noviembre de 2020  | 18–19 de noviembre de 2020                        | 18–19 de noviembre de 2020                        |
| Dieciseisavos de final        | 24 de noviembre de 2020 | 8–9 de diciembre de 2020                          | 15–16 de diciembre de 2020                        |
| Octavos de final              | TBD                     | 3–4 de marzo de 2021                              | 10–11 de marzo de 2021                            |
| Cuartos de final              | TBD                     | 23–24 de marzo de 2021                            | 31 de marzo – 1 de abril de 2021                  |
| Semifinales                   | TBD                     | 24–25 de abril de 2021                            | 1–2 de mayo de 2021                               |
| Final                         | TBD                     | 16 de mayo de 2021 en el Gamla Ullevi, Gotemburgo | 16 de mayo de 2021 en el Gamla Ullevi, Gotemburgo |

## Efectos de la pandemia de COVID-19
Debido a la Pandemia de COVID-19 en Europa, las siguientes reglas especiales son aplicables a la competencia:
- Si existen restricciones de viaje relacionadas con la pandemia que impiden que el equipo visitante ingrese al país del equipo local o regrese a su propio país, el partido se jugará en un país neutral o en el país del equipo visitante, según sea posible.
- Si un equipo se niega a jugar o es considerado responsable de que un partido no se dispute, se considera que ha perdido el partido. Si ambos equipos se niegan a jugar o se les considera responsables de que un partido no se dispute, ambos equipos quedan descalificados.
- Si un equipo tiene jugadores o técnicos positivos por coronavirus y eso les impide jugar el partido antes de la fecha límite establecida por la UEFA, se considera que han perdido el partido.

El 24 de septiembre de 2020, la UEFA anunció que se permitirían cinco sustituciones y una sexta en la prórroga. Sin embargo, cada equipo solo tiene tres oportunidades para hacer sustituciones durante los partidos, con una cuarta oportunidad en la prórroga, excluidas las sustituciones realizadas en el medio tiempo, antes del inicio de la prórroga y en el descanso de la prórroga. En consecuencia, se puede incluir un máximo de doce jugadores en el banco de suplentes.

## Fase de clasificación
Un total de 40 equipos jugarán en las fases de clasificación. (CC: Coeficientes UEFA).
1. Glasgow City CC: 36.590
2. FC Minsk CC: 25.270
3. St. Pölten CC: 23.950
4. Spartak Subotica CC: 20.615
5. Gintra Universitetas CC: 19.285
6. Apollon Limassol CC: 16.280
7. SFK 2000 CC: 15.960
8. Olimpia Cluj CC: 14.630
9. P.A.O.K. CC: 10.635
10. Anderlecht CC: 10.125
11. FC Okzhetpes CC: 9.570
12. Ferencvárosi CC: 9.470
13. Vllaznia Shkodër CC: 9.310
14. Vålerenga CC: 9.075
15. Valur CC: 8.580
16. Górnik Łęczna CC: 8.285
17. CSKA Moscú CC: 7.425
18. ŽNK Pomurje CC: 6.980
19. NSA Sofia CC: 5.985
20. Zhytlobud-2 Járkov CC: 4.800
21. Mitrovica CC: 4.320
22. ŠK Slovan Bratislava CC: 4.320
23. Breznica Pljevlja CC: 3.990
24. SL Benfica CC: 3.960
25. Ramat HaSharon CC: 3.650
26. HJK CC: 3.465
27. KÍ CC: 3.325
28. ŽNK Split CC: 3.310
29. FC Flora CC: 2.485
30. Peamount United CC: 2.475
31. ALG Spor CC: 2.475
32. Linfield CC: 1.660
33. Rīgas FS CC: 1.330
34. Swansea City CC: 1.155
35. Birkirkara CC: 0.830
36. Agarista-ȘS Anenii Noi CC: 0.165
37. Alashkert CC: 0.000
38. Lanchkhuti CC: 0.000
39. Racing FC CC: 0.000
40. Kamenica Sasa CC: 0.000

### Primera fase de clasificación
El sorteo de la primera fase de clasificación se celebró el 22 de octubre de 2020 a las 12:00 CEST. Los partidos se jugaron los días 3 y 4 de noviembre de 2020.
| Equipo 1             | Resultado    | Equipo 2               |
| -------------------- | ------------ | ---------------------- |
| CSKA Moscú           | 2–0          | FC Flora               |
| FC Minsk             | 3–0          | Rīgas FS               |
| Spartak Subotica     | 4–0          | Agarista-ȘS Anenii Noi |
| ŽNK Pomurje          | 3–0          | Breznica Pljevlja      |
| Zhytlobud-2 Járkov   | 9–0          | Alashkert              |
| FC Okzhetpes         | 1–2 (t.s.)   | Lanchkhuti             |
| Valur                | 3–0          | HJK                    |
| Vålerenga            | 7–0          | KÍ                     |
| Górnik Łęczna        | 4–1          | ŽNK Split              |
| Apollon Limassol     | 3–0          | Swansea City           |
| Gintra Universitetas | 4–0          | ŠK Slovan Bratislava   |
| Ferencvárosi         | 6–1          | Racing FC              |
| St. Pölten           | 2–0          | Mitrovica              |
| NSA Sofia            | 3–1          | Kamenica Sasa          |
| Anderlecht           | 8–0          | Linfield               |
| Glasgow City         | 0–0 (6:5 p.) | Peamount United        |
| P.A.O.K.             | 1–3          | SL Benfica             |
| Olimpia Cluj         | 2–1          | Birkirkara             |
| Vllaznia Shkodër     | 3–3 (3:2 p.) | ALG Spor               |
| SFK 2000             | 4–0          | Ramat HaSharon         |

### Segunda fase de clasificación
El sorteo de la segunda ronda de clasificación se celebró el 6 de noviembre de 2020 a las 12:00 CET. Los partidos se jugaron los días 18 y 19 de noviembre de 2020.
| Equipo 1             | Resultado    | Equipo 2           |
| -------------------- | ------------ | ------------------ |
| Górnik Łęczna        | 2–1          | Apollon Limassol   |
| ŽNK Pomurje          | 4–1          | Ferencvárosi       |
| NSA Sofia            | 0–7          | Spartak Subotica   |
| Valur                | 1–1 (3:4 p.) | Glasgow City       |
| Vllaznia Shkodër     | 0–2          | FC Minsk           |
| Gintra Universitetas | 0–7          | Vålerenga          |
| Anderlecht           | 1–2          | SL Benfica         |
| SFK 2000             | 0–2          | Zhytlobud-2 Járkov |
| St. Pölten           | 1–0          | CSKA Moscú         |
| Olimpia Cluj         | 0–1          | Lanchkhuti         |

## Fase final

### Dieciseisavos de final
El sorteo para los dieciseisavos de final se celebró el 24 de noviembre de 2020, en la sede de la UEFA en Nyon, Suiza. Los partidos de ida se jugaron los días 9 y 10 de diciembre, y las vueltas los días 15 y 16 de diciembre de 2020.
| Equipo 1             | Agr.         | Equipo 2            | Ida | Vuelta |
| -------------------- | ------------ | ------------------- | --- | ------ |
| St. Pölten           | 3–0          | Zürich              | 2–0 | 1–0    |
| Juventus             | 2–6          | Olympique Lyon      | 2–3 | 0–3    |
| ŽNK Pomurje          | 2–6          | Fortuna Hjørring    | 0–3 | 2–3    |
| PSV                  | 2–8          | Barcelona           | 1–4 | 1–4    |
| Lanchkhuti           | 0–17         | FC Rosengård        | 0–7 | 0–10   |
| Spartak Subotica     | 0–7          | VfL Wolfsburg       | 0–5 | 0–2    |
| Zhytlobud-2 Járkov   | 2–2 (v.)     | BIIK Kazygurt       | 2–1 | 0–1    |
| FC Minsk             | 1–2          | LSK Kvinner         | 0–2 | 0–1    |
| Kopparbergs/Göteborg | 1–5          | Manchester City     | 1–2 | 0–3    |
| Fiorentina           | 3–2          | Slavia Praha        | 2–2 | 1–0    |
| Vålerenga            | 1–1 (4:5 p.) | Brøndby             | –   | 1–1    |
| Górnik Łęczna        | 1–8          | París Saint-Germain | 0–2 | 1–6    |
| Sparta Praha         | 3–1          | Glasgow City        | 2–1 | 1–0    |
| SL Benfica           | 0–8          | Chelsea             | 0–5 | 0–3    |
| Ajax                 | 1–6          | Bayern Múnich       | 1–3 | 0–3    |
| Servette Chênois     | 2–9          | Atlético Madrid     | 2–4 | 0–5    |

### Octavos de final
El sorteo para los octavos de final se celebró el 16 de febrero de 2021, en la sede de la UEFA en Nyon, Suiza. Los partidos de ida se jugaron los días 3 y 4 de marzo, y las vueltas los días 10 y 11 de marzo de 2021.
| Equipo 1            | Agr. | Equipo 2         | Ida | Vuelta |
| ------------------- | ---- | ---------------- | --- | ------ |
| VfL Wolfsburg       | 4–0  | LSK Kvinner      | 2–0 | 2–0    |
| Barcelona           | 9–0  | Fortuna Hjørring | 4–0 | 5–0    |
| FC Rosengård        | 4–2  | St. Pölten       | 2–2 | 2–0    |
| BIIK Kazygurt       | 1–9  | Bayern Múnich    | 1–6 | 0–3    |
| Manchester City     | 8–0  | Fiorentina       | 3–0 | 5–0    |
| París Saint-Germain | 5–3  | Sparta Praha     | 5–0 | 0–3    |
| Olympique Lyon      | 5–1  | Brøndby          | 2–0 | 3–1    |
| Chelsea             | 3–1  | Atlético Madrid  | 2–0 | 1–1    |

### Cuartos de final
El sorteo de los cuartos de final y las semifinales se celebró el 12 de marzo de 2021 a las 12:00 CET.
| Equipo 1            | Agr.     | Equipo 2        | Ida | Vuelta |
| ------------------- | -------- | --------------- | --- | ------ |
| Bayern Múnich       | 4–0      | FC Rosengård    | 3–0 | 1–0    |
| París Saint-Germain | 2–2 (v.) | Olympique Lyon  | 0–1 | 2–1    |
| Barcelona           | 4–2      | Manchester City | 3–0 | 1–2    |
| Chelsea             | 5–1      | VfL Wolfsburg   | 2–1 | 3–0    |

### Semifinales
El sorteo de los cuartos de final y las semifinales se celebró el 12 de marzo de 2021 a las 12:00 CET.
| Equipo 1            | Agr. | Equipo 2  | Ida | Vuelta |
| ------------------- | ---- | --------- | --- | ------ |
| París Saint-Germain | 2–3  | Barcelona | 1–1 | 1–2    |
| Bayern Múnich       | 3–5  | Chelsea   | 2–1 | 1–4    |

### Final
| 16 de mayo de 2021, 21:00 CEST | Chelsea | 0:4 (0:4) | F. C. Barcelona                                                                       | Gamla Ullevi, Göteborg |                       |
|                                |         | Reporte   | - 1' Melanie Leupolz - 14' Alexia Putellas - 21' Aitana Bonmatí - 36' Caroline Hansen | Árbitra: Riem Hussein  | Árbitra: Riem Hussein |

| 30    | Guardameta     | Ann-Katrin Berger  |     |
| 7     | Defensa        | Jessica Carter     |     |
| 4     | Defensa        | Millie Bright      |     |
| 16    | Defensa        | Magdalena Eriksson |     |
| 21    | Defensa        | Niamh Charles      |     |
| 8     | Centrocampista | Melanie Leupolz    | 46' |
| 5     | Centrocampista | Sophie Ingle       |     |
| 10    | Centrocampista | Ji So-yun          | 73' |
| 14    | Centrocampista | Fran Kirby         |     |
| 23    | Delantero      | Pernille Harder    |     |
| 20    | Delantero      | Sam Kerr           | 73' |
| D. T. | D. T.          | Emma Hayes         |     |

| 1     | Guardameta     | Sandra Paños     |     |
| 15    | Defensa        | Leila Ouahabi    | 82' |
| 4     | Defensa        | Mapi León        |     |
| 12    | Defensa        | Patri Guijarro   |     |
| 8     | Defensa        | Marta Torrejón   | 82' |
| 11    | Centrocampista | Alexia Putellas  | 71' |
| 10    | Centrocampista | Kheira Hamraoui  |     |
| 14    | Centrocampista | Aitana Bonmatí   |     |
| 22    | Centrocampista | Lieke Martens    |     |
| 7     | Delantero      | Jennifer Hermoso | 71' |
| 16    | Delantero      | Caroline Hansen  | 62' |
| D. T. | D. T.          | Lluís Cortés     |     |

| 11 | Centrocampista | Guro Reiten     | 46' |
| 9  | Delantero      | Bethany England | 73' |
| 22 | Delantero      | Erin Cuthbert   | 73' |

| 9  | Centrocampista | Mariona Caldentey      | 62' |
| 20 | Delantero      | Asisat Oshoala         | 71' |
| 6  | Centrocampista | Vicky Losada           | 71' |
| 5  | Defensa        | Melanie Serrano        | 82' |
| 18 | Defensa        | Ana-Maria Crnogorčević | 82' |

| 1' · 14' · 21' · 36' · | Melanie Leupolz Alexia Putellas Aitana Bonmatí Caroline Hansen | 0-1 0-2 0-3 0-4 |

| 38' | Sophie Ingle |

| 69' | Leila Ouahabi |

| Principal  | Riem Hussein    |
| Asistentes | Katrin Rafalski |
|            | Sara Telek      |
| Cuarto     | Katalin Kulcsár |
| Quinto     | Julia Magnusson |

| VAR            | Bastian Dankert   |
| Asistentes VAR | Christian Dingert |

|  |                    |    |    |
|  | Tiros              | 17 | 11 |
|  | Tiros a puerta     | 5  | 4  |
|  | Faltas             | 10 | 7  |
|  | Saques de esquina  | 4  | 5  |
|  | Fueras de juego    | 2  | 2  |
|  | Posesión del balón | 48 | 52 |

| 30    | Guardameta     | Ann-Katrin Berger  |     |
| 7     | Defensa        | Jessica Carter     |     |
| 4     | Defensa        | Millie Bright      |     |
| 16    | Defensa        | Magdalena Eriksson |     |
| 21    | Defensa        | Niamh Charles      |     |
| 8     | Centrocampista | Melanie Leupolz    | 46' |
| 5     | Centrocampista | Sophie Ingle       |     |
| 10    | Centrocampista | Ji So-yun          | 73' |
| 14    | Centrocampista | Fran Kirby         |     |
| 23    | Delantero      | Pernille Harder    |     |
| 20    | Delantero      | Sam Kerr           | 73' |
| D. T. | D. T.          | Emma Hayes         |     |

| 1     | Guardameta     | Sandra Paños     |     |
| 15    | Defensa        | Leila Ouahabi    | 82' |
| 4     | Defensa        | Mapi León        |     |
| 12    | Defensa        | Patri Guijarro   |     |
| 8     | Defensa        | Marta Torrejón   | 82' |
| 11    | Centrocampista | Alexia Putellas  | 71' |
| 10    | Centrocampista | Kheira Hamraoui  |     |
| 14    | Centrocampista | Aitana Bonmatí   |     |
| 22    | Centrocampista | Lieke Martens    |     |
| 7     | Delantero      | Jennifer Hermoso | 71' |
| 16    | Delantero      | Caroline Hansen  | 62' |
| D. T. | D. T.          | Lluís Cortés     |     |

| 11 | Centrocampista | Guro Reiten     | 46' |
| 9  | Delantero      | Bethany England | 73' |
| 22 | Delantero      | Erin Cuthbert   | 73' |

| 9  | Centrocampista | Mariona Caldentey      | 62' |
| 20 | Delantero      | Asisat Oshoala         | 71' |
| 6  | Centrocampista | Vicky Losada           | 71' |
| 5  | Defensa        | Melanie Serrano        | 82' |
| 18 | Defensa        | Ana-Maria Crnogorčević | 82' |

| 1' · 14' · 21' · 36' · | Melanie Leupolz Alexia Putellas Aitana Bonmatí Caroline Hansen | 0-1 0-2 0-3 0-4 |

| 38' | Sophie Ingle |

| 69' | Leila Ouahabi |

| Principal  | Riem Hussein    |
| Asistentes | Katrin Rafalski |
|            | Sara Telek      |
| Cuarto     | Katalin Kulcsár |
| Quinto     | Julia Magnusson |

| VAR            | Bastian Dankert   |
| Asistentes VAR | Christian Dingert |

|  |                    |    |    |
|  | Tiros              | 17 | 11 |
|  | Tiros a puerta     | 5  | 4  |
|  | Faltas             | 10 | 7  |
|  | Saques de esquina  | 4  | 5  |
|  | Fueras de juego    | 2  | 2  |
|  | Posesión del balón | 48 | 52 |

| 30    | Guardameta     | Ann-Katrin Berger  |     |
| 7     | Defensa        | Jessica Carter     |     |
| 4     | Defensa        | Millie Bright      |     |
| 16    | Defensa        | Magdalena Eriksson |     |
| 21    | Defensa        | Niamh Charles      |     |
| 8     | Centrocampista | Melanie Leupolz    | 46' |
| 5     | Centrocampista | Sophie Ingle       |     |
| 10    | Centrocampista | Ji So-yun          | 73' |
| 14    | Centrocampista | Fran Kirby         |     |
| 23    | Delantero      | Pernille Harder    |     |
| 20    | Delantero      | Sam Kerr           | 73' |
| D. T. | D. T.          | Emma Hayes         |     |

| 1     | Guardameta     | Sandra Paños     |     |
| 15    | Defensa        | Leila Ouahabi    | 82' |
| 4     | Defensa        | Mapi León        |     |
| 12    | Defensa        | Patri Guijarro   |     |
| 8     | Defensa        | Marta Torrejón   | 82' |
| 11    | Centrocampista | Alexia Putellas  | 71' |
| 10    | Centrocampista | Kheira Hamraoui  |     |
| 14    | Centrocampista | Aitana Bonmatí   |     |
| 22    | Centrocampista | Lieke Martens    |     |
| 7     | Delantero      | Jennifer Hermoso | 71' |
| 16    | Delantero      | Caroline Hansen  | 62' |
| D. T. | D. T.          | Lluís Cortés     |     |

| 11 | Centrocampista | Guro Reiten     | 46' |
| 9  | Delantero      | Bethany England | 73' |
| 22 | Delantero      | Erin Cuthbert   | 73' |

| 9  | Centrocampista | Mariona Caldentey      | 62' |
| 20 | Delantero      | Asisat Oshoala         | 71' |
| 6  | Centrocampista | Vicky Losada           | 71' |
| 5  | Defensa        | Melanie Serrano        | 82' |
| 18 | Defensa        | Ana-Maria Crnogorčević | 82' |

| 1' · 14' · 21' · 36' · | Melanie Leupolz Alexia Putellas Aitana Bonmatí Caroline Hansen | 0-1 0-2 0-3 0-4 |

| 38' | Sophie Ingle |

| 69' | Leila Ouahabi |

| Principal  | Riem Hussein    |
| Asistentes | Katrin Rafalski |
|            | Sara Telek      |
| Cuarto     | Katalin Kulcsár |
| Quinto     | Julia Magnusson |

| VAR            | Bastian Dankert   |
| Asistentes VAR | Christian Dingert |

|  |                    |    |    |
|  | Tiros              | 17 | 11 |
|  | Tiros a puerta     | 5  | 4  |
|  | Faltas             | 10 | 7  |
|  | Saques de esquina  | 4  | 5  |
|  | Fueras de juego    | 2  | 2  |
|  | Posesión del balón | 48 | 52 |

| 30    | Guardameta     | Ann-Katrin Berger  |     |
| 7     | Defensa        | Jessica Carter     |     |
| 4     | Defensa        | Millie Bright      |     |
| 16    | Defensa        | Magdalena Eriksson |     |
| 21    | Defensa        | Niamh Charles      |     |
| 8     | Centrocampista | Melanie Leupolz    | 46' |
| 5     | Centrocampista | Sophie Ingle       |     |
| 10    | Centrocampista | Ji So-yun          | 73' |
| 14    | Centrocampista | Fran Kirby         |     |
| 23    | Delantero      | Pernille Harder    |     |
| 20    | Delantero      | Sam Kerr           | 73' |
| D. T. | D. T.          | Emma Hayes         |     |

| 1     | Guardameta     | Sandra Paños     |     |
| 15    | Defensa        | Leila Ouahabi    | 82' |
| 4     | Defensa        | Mapi León        |     |
| 12    | Defensa        | Patri Guijarro   |     |
| 8     | Defensa        | Marta Torrejón   | 82' |
| 11    | Centrocampista | Alexia Putellas  | 71' |
| 10    | Centrocampista | Kheira Hamraoui  |     |
| 14    | Centrocampista | Aitana Bonmatí   |     |
| 22    | Centrocampista | Lieke Martens    |     |
| 7     | Delantero      | Jennifer Hermoso | 71' |
| 16    | Delantero      | Caroline Hansen  | 62' |
| D. T. | D. T.          | Lluís Cortés     |     |

| 11 | Centrocampista | Guro Reiten     | 46' |
| 9  | Delantero      | Bethany England | 73' |
| 22 | Delantero      | Erin Cuthbert   | 73' |

| 9  | Centrocampista | Mariona Caldentey      | 62' |
| 20 | Delantero      | Asisat Oshoala         | 71' |
| 6  | Centrocampista | Vicky Losada           | 71' |
| 5  | Defensa        | Melanie Serrano        | 82' |
| 18 | Defensa        | Ana-Maria Crnogorčević | 82' |

| 1' · 14' · 21' · 36' · | Melanie Leupolz Alexia Putellas Aitana Bonmatí Caroline Hansen | 0-1 0-2 0-3 0-4 |

| 38' | Sophie Ingle |

| 69' | Leila Ouahabi |

| Principal  | Riem Hussein    |
| Asistentes | Katrin Rafalski |
|            | Sara Telek      |
| Cuarto     | Katalin Kulcsár |
| Quinto     | Julia Magnusson |

| VAR            | Bastian Dankert   |
| Asistentes VAR | Christian Dingert |

|  |                    |    |    |
|  | Tiros              | 17 | 11 |
|  | Tiros a puerta     | 5  | 4  |
|  | Faltas             | 10 | 7  |
|  | Saques de esquina  | 4  | 5  |
|  | Fueras de juego    | 2  | 2  |
|  | Posesión del balón | 48 | 52 |

| Trofeo de la Liga de Campeones Femenina de la UEFA |
| Bandera de España                                  |
| Campeón F. C. Barcelona 1.° título                 |